# Gwangyo-dong
Gwangyo-dong (koreanska: 관교동) är en stadsdel i staden Incheon, 29 km väster om huvudstaden Seoul. Den ligger i stadsdistriktet Michuhol-gu.